# Citizens for Responsibility and Ethics in Washington
Citizens for Responsibility and Ethics in Washington (CREW) (Công dân vì trách nhiệm và đạo đức ở Washington) là một tổ chức phi lợi nhuận giám sát đạo đức và trách nhiệm giải trình của chính phủ Hoa Kỳ. CREW, một tổ chức phi đảng phái và tiến bộ, được thành lập một phần để phục vụ như một đối trọng với các nhóm kiểm soát bảo thủ như Judicial Watch.
Một trong những dự án của nó là "Những thành viên tham nhũng nhất Quốc hội của CREW", một bài tường thuật hàng năm, trong đó CREW liệt kê các người nó cho là các chính trị gia tham nhũng nhất của Washington, trong đó từ năm 2005 có 25 đảng viên đảng Dân chủ và 63 đảng viên đảng Cộng hòa. Các hoạt động của nó bao gồm tranh tụng, các yêu cầu theo luật tự do thông tin, khiếu nại về đạo đức của Quốc hội, khiếu nại về tài chính quốc gia, khiếu nại về Ủy ban bầu cử liên bang, và yêu cầu điều tra với các cơ quan chính phủ.